# Bienestar Social
Bienestar Social är en ort i Mexiko.   Den ligger i kommunen Amatenango de la Frontera och delstaten Chiapas, i den sydöstra delen av landet, 900 km sydost om huvudstaden Mexico City. Bienestar Social ligger 787 meter över havet och antalet invånare är 110.
Terrängen runt Bienestar Social är bergig söderut, men norrut är den kuperad. Runt Bienestar Social är det ganska tätbefolkat, med 100 invånare per kvadratkilometer. Närmaste större samhälle är Frontera Comalapa, 7,5 km nordväst om Bienestar Social. I omgivningarna runt Bienestar Social växer i huvudsak städsegrön lövskog.